# Time to Die (Electric Wizard)
Time to Die è l'ottavo album in studio del gruppo musicale doom metal britannico Electric Wizard, pubblicato nel 2014 dalla Spinefarm Records.

## Tracce
1. Incense For The Damned – 10:42
2. Time To Die – 7:50
3. I Am Nothing – 11:31
4. Destroy Those Who Love God – 3:15
5. Funeral Of Your Mind – 7:09
6. We Love The Dead – 9:05
7. SadioWitch – 4:10
8. Lucifer's Slaves – 8:40
9. Saturn Dethroned – 3:08

## Formazione
- Jus Oborn – voce, chitarra ritmica e basso
- Liz Buckingham – chitarra solista
- Mark Greening – batteria, percussioni, tastiere, pianoforte